# ステッペンウルフ

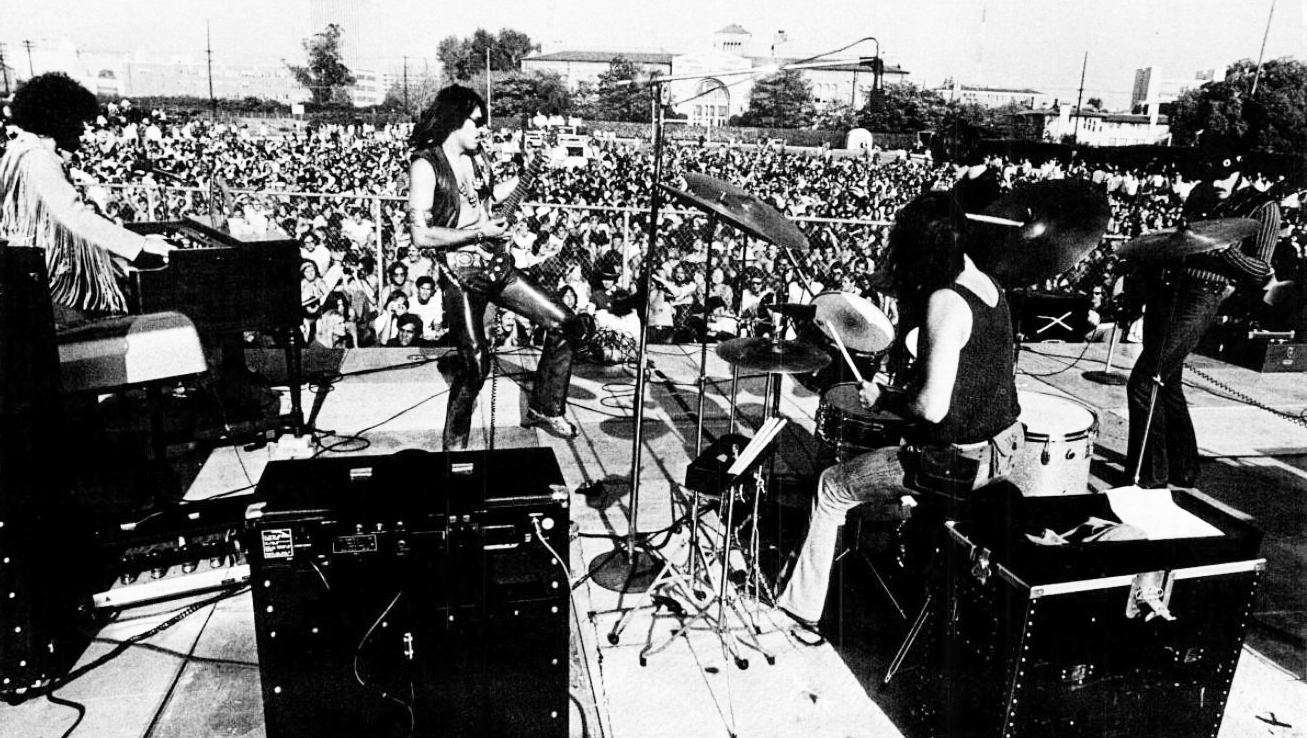
ステッペンウルフ（1970年）

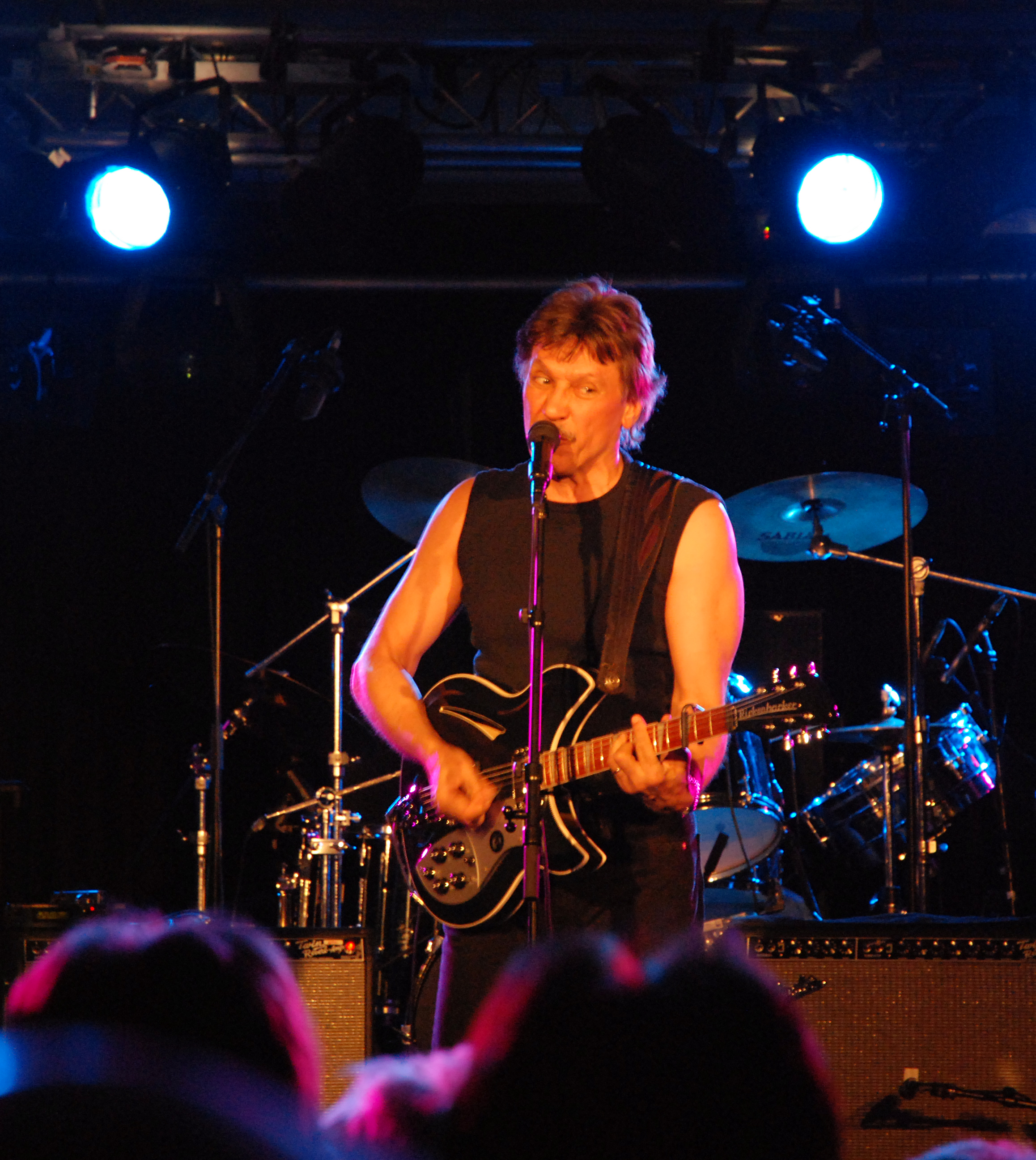
ケイ・アンド・ステッペンウルフ（2007年）

ステッペンウルフ（Steppenwolf）は、1967年に結成されたロックバンド。「ワイルドでいこう!（ボーン・トゥ・ビー・ワイルド）」や「マジック・カーペット・ライド」、「モンスター/スーサイド/アメリカ」、「レネゲイド」、「ザ・プッシャー」などが代表作。バンド名は、ヘルマン・ヘッセの小説『荒野のおおかみ』（Der Steppenwolf）から名付けられた。彼らは1960年代に熱狂的なファンの支持を得て、現在までに全世界で2,500万枚以上のアルバムの売り上げを記録している。

## 歴史
ステッペンウルフは、元々トロントのブルース・バンド「ザ・スパロウズ」として活動していた。このバンドは1964年に結成され、トロントのヨークヴィル地区にあるコーヒーハウスで演奏していた。1967年に彼らはサンフランシスコに移住し、ブルースロック、サイケデリアおよびフォークミュージックが混合されたエネルギッシュな音楽を演奏した。ロサンゼルスのダンヒル・レコードのプロデューサーであったガブリエル・メイラーは彼らに、より強烈なビートのバンドの編成を提案し、ヘルマン・ヘッセの1927年の小説名からとって、彼らをステッペンウルフと名付けた。
デビュー・アルバム『ワイルドでいこう! ステッペンウルフ・ファースト・アルバム』のレコーディング中に、ベーシストがラシュトン・モーヴからジョン・ラッセル・モーガンへ交代している。ステッペンウルフは、デビュー・アルバムからシングルカットされた3枚目のシングル「ワイルドでいこう!」と、ホイト・アクストンの楽曲のカバーである「ザ・プッシャー」の2曲が映画『イージー・ライダー』の作中で用いられたことにより、世界規模の知名度を得た。「ワイルドでいこう!」は、ジェリー・エドモントンの兄で、ザ・スパロウズ時代およびステッペンウルフ時代初期のリードギタリストであったデニス・エドモントンによって制作された。デニスはソロ活動を行うためにステッペンウルフを脱退し、マーズ・ボンファイヤー（Mars Bonfire）名義で活動した。「ワイルドでいこう!」はチャート2位を記録した。この曲は、ロックの歌詞に「ヘヴィメタル」という言葉を織り込んでいる（実際には、この言葉は音楽のジャンルではなくバイクを表している）。
この曲に続いていくつかのヒットソングが発表された。例を挙げると、セカンド・アルバム『ザ・セカンド』収録の「マジック・カーペット・ライド」（チャート3位）、サード・アルバム『ステッペンウルフとバースデイ・パーティー』収録の「ロック・ミー」（Rock Me、チャート10位）などである。2枚組アルバム『ライヴ』について、ジョン・ケイは自叙伝『Magic Carpet Ride』で個人的にこのアルバムが嫌いであると述べている。
保守派のニクソンが大統領だった時代のアメリカを批判するアルバム『モンスター』と、『ステッペンウルフ・7』の2作品は、バンドの最も政治色の強いアルバムである。
ステッペンウルフは1971年、同じく政治的コンセプトのアルバム『フォー・レディズ・オンリー』のリリース後、1972年のバレンタインデーに突然活動休止を発表。ケイはソロ活動に移行する。1974年にはステッペンウルフが再結成されてアルバム『スロー・スラックス』をリリース、収録曲「ストレート・シューティン・ウーマン」（Straight Shooting Woman）が小規模なヒットを記録した後、1976年に再度解散。1977年から1980年にかけてはツアーのための再結成が行われ、かつてのメンバーであるニック・セント・ニコラス、ゴルディ・マックジョン、ケント・ヘンリー、ラシュトン・モーヴなどを起用したさまざまな形態で活動を行ったが、ケイ本人は参加しなかった。フィル・スペクターのプロデュースにより新しいスタジオ・アルバムが1978年に企画されたが、断念された。別のアルバム『The Night Of The Wolf』は1979年に録音が行われたものの、リリースされなかった。さらに3番目のアルバムが1980年に録音されたが、法的手段によって中止させられた。ケイの自叙伝によると「新たなステッペンウルフは結局、元のバンドの殻に過ぎない」とされ、これがバンドの評判を落とす原因となった。数件の訴訟が起こされ、バンドの名を守るためにジョン・ケイは1980年代初頭に新たな形態のステッペンウルフを結成し、ジョン・ケイ・アンド・ステッペンウルフ名義でツアー活動を行うようになった。2001年にはソロ・アルバムもリリースしている。
2019年11月22日、ジョン・ケイはバンドの2018年10月14日のライブが最後の公演であったと発表した。

## メンバー

### 創設メンバー
| 画像                   | 名前                                      | 担当楽器                                     | 在籍期間                                        |
| ---------------------- | ----------------------------------------- | -------------------------------------------- | ----------------------------------------------- |
| John Kay.JPG           | ジョン・ケイ （John Kay）                 | リード・ボーカル リズムギター ハーモニカ     | 1967年 - 1972年 1974年 - 1976年 1980年 - 2018年 |
| Michael Monarch.jpg    | マイケル・モナーク （Michael Monarch）    | リードギター バッキング・ボーカル            | 1967年 - 1969年                                 |
|                        | ラシュトン・モリーブ （Rushton Moreve）   | ベース バッキング・ボーカル                  | 1967年 - 1968年 （※1981年没）                   |
| Steppenwolf (1971).png | ジェリー・エドモントン （Jerry Edmonton） | ドラムス パーカッション バッキング・ボーカル | 1967年 - 1972年 1974年 - 1976年 （※1993年没）   |
|                        | ゴルディ・マックジョン （Goldy McJohn）   | 鍵盤楽器 バッキング・ボーカル                | 1967年 - 1972年 1974年 （※2017年没）            |

### 最終メンバー
| 画像         | 名前                                 | 担当楽器                                            | 在籍期間                                        |
| ------------ | ------------------------------------ | --------------------------------------------------- | ----------------------------------------------- |
| John Kay.JPG | ジョン・ケイ （John Kay）            | リード・ボーカル リズムギター ハーモニカ            | 1967年 - 1972年 1974年 - 1976年 1980年 - 2018年 |
|              | マイケル・ウィルク （Michael Wilk）  | 鍵盤楽器 プログラミング ピアノ バッキング・ボーカル | 1981年 - 2007年 2011年 - 2018年                 |
|              | ゲイリー・リンク （Gary Link）       | ベース バッキング・ボーカル                         | 1982年 - 1985年 2009年 - 2018年                 |
|              | ロン・ハースト （Ron Hurst）         | ドラムス バッキング・ボーカル                       | 1984年 - 2018年                                 |
|              | ダニー・ジョンソン （Danny Johnson） | リードギター バッキング・ボーカル マンドリン        | 1996年 - 2018年                                 |

## ディスコグラフィ

### スタジオ・アルバム
- 『ワイルドでいこう! ステッペンウルフ・ファースト・アルバム』 - Steppenwolf (1968年、Dunhill)
- 『ザ・セカンド』 - The Second (1968年、Dunhill)
- 『ステッペンウルフとバースデイ・パーティー』 - At Your Birthday Party (1969年、Dunhill)
- 『モンスター』 - Monster (1969年、Dunhill)
- 『ステッペンウルフ・7』 - Steppenwolf 7 (1970年、Dunhill)
- 『フォー・レディズ・オンリー』 - For Ladies Only (1971年、Dunhill)
- 『スロー・スラックス』 - Slow Flux (1974年、Mums)
- 『蒼い狼煙』 - Hour of the Wolf (1975年、Epic)
- Skullduggery (1976年、Epic)
- Wolftracks (1982年、Attic) ※ジョン・ケイ・アンド・ステッペンウルフ名義
- Paradox (1984年、Attic) ※ジョン・ケイ・アンド・ステッペンウルフ名義
- Rock & Roll Rebels (1987年、Qwil) ※ジョン・ケイ・アンド・ステッペンウルフ名義
- 『ライズ&シャイン』 - Rise & Shine (1990年、IRS) ※ジョン・ケイ・アンド・ステッペンウルフ名義

### ライブ・アルバム
- 『アーリー・ステッペンウルフ』 - Early Steppenwolf (1969年、Dunhill)
- 『ライヴ』 - Steppenwolf Live (1970年、Dunhill)
- Live in London (1981年、Mercury)
- 『ライヴ・アット25』 - Live at 25 (1995年、K-tel)
- Live in Louisville (2004年、Rainman)

### コンピレーション・アルバム
- 『ステッペンウルフ・ゴールド』 - Gold: Their Great Hits (1971年、Dunhill)
- 『レスト・イン・ピース』 - Rest in Peace (1972年、Dunhill)
- 『ステッペンウルフ・ベスト16』 - 16 Greatest Hits (1973年、Dunhill)
- Sixteen Great Performances (1975年、ABC)
- The ABC Collection (1976年、ABC)
- The Best of Steppenwolf: Reborn to be Wild (1976年、Epic)
- 『ワイルドで行こう〜ステッペンウルフ・ヒストリー』 - Born to Be Wild - A Retrospective (1991年、MCA)
- 『グレイテスト・ヒッツ〜ワイルドで行こう』 - The Greatest Hits - Born To Be Wild (1993年、MCA)
- Feed the Fire (1996年、Winter Harvest)
- 『ロック・マスターピース・コレクション ステッペンウルフ・ベスト』 - Rock Masterpiece Collection (1997年、MCA)
- Silver (1997年、Phantom Sound & Vision)
- All Time Greatest Hits (1999年、MCA)
- 20th Century Masters – The Millennium Collection: The Best of Steppenwolf (1999年、Universal)
- 『ワイルドで行こう〜ベスト・オブ・ステッペンウルフ』 - Steppenwolf (2001年、MCA)
- 『ザ・ベスト1200 ステッペンウルフ』 - The Collection (2003年、Spectrum Music)
- 『ステッペンウルフ・ゴールド』 - Steppenwolf Gold (2005年、Geffen)
- 『ABC / DUNHILL シングル・コレクション』 - The ABC/Dunhill Singles Collection (2015年、Real Gone Music)